# Матч всех звёзд НХЛ 1967
20-й матч матч всех звёзд НХЛ прошел 18 января 1967 года в Монреале.
Чарльз Ходж, голкипер «Канадиэнс», стал первым вратарём в истории матчей «звезд» зарегистрировавшим «шат-аут». Также впервые игра была проведена не в начале сезона, а уже в середине чемпионата.